# آلخاندرا پیسارنیک
آلخاندرا پیسارنیک (اسپانیایی: Alejandra Pizarnik‎؛ ۲۹ آوریل ۱۹۳۶ – ۲۵ سپتامبر ۱۹۷۲) یک شاعر اهل آرژانتین بود.

## زندگی‌نامه
خانوادهٔ او از مهاجرانِ یهودی روس و اسلواک بودند و آلخاندارا از کودکی در آرژانتین، با مشکلاتی نظیرِ داشتنِ لهجهٔ اسپانیولیِ اروپایی، لکنت زبان، جوش‌های صورت و اضافه‌وزن مواجه بود و به همین سبب، اعتمادبه‌نفس پائینی داشت. او که از شکلِ ظاهری قیافه و بدن خود ناراضی بود و خود را با کودکان و نوجوان دیگر مقایسه می‌کرد، از همان دوران، شروع به مصرفِ قرص‌های آمفتامین نمود و این وابستگی دارویی تا سالیان متمادی، وضعیت روحی و جسمانی او را تحتِ تأثیر قرار داد و عوارضی چون نشئگی و بی‌خوابی را برایش به‌همراه داشت.
او در سال ۱۹۵۴ میلادی، در رشتهٔ ادبیات و فلسفه در دانشگاه بوئنوس آیرس آغاز به تحصیل نمود و نخستین کتاب شعر خود را یکسال پس از قبولی در این دانشگاه، در سال ۱۹۵۵ میلادی منتشر کرد. پس از گذراندن واحدهای درسی ادبیات، فلسفه و روزنامه‌نگاری، با آنکه تا ۱۹۵۷ میلادی در دانشگاه ماند، اما تحصیلات خود را به اتمام نرساند.
آلخاندرا در همان دوران دانشگاه، نزد نقاش سورئالیست آرژانتینی «خوان بالیه پلاناس» (کاتالونیایی: Juan Batlle Planas) که تباری کاتالان داشت، شتافت و به فراگیری نقاشی پرداخت.
مطالعات عمیق او در زمینه ادبیات کهن و آثار نویسندگانِ بزرگ دیگر، دانش او را در زمینهٔ ادبیات غنی ساخت و به‌ویژه مبحثِ «ناخودآگاه» در روان‌شناسی، او را به روان‌کاوی علاقه‌مند ساخت.
وی عمیقاً تحت تأثیرِ آثارِ شاعر آرژانتینی «آنتونیو پورکیا» و شعرای سمبولیست فرانسوی «آرتور رمبو» و «استفان مالارمه» بود. اشعار او از صنایع بدیعی و تشبیه‌های ادبی زیرکانه و همچنین نفوذ عمیقی برخورد هستند و بیشتر دربارهٔ «کودکی»، «تنهایی»، «رنج» و از همه مهمتر، «مرگ» است.
آلخاندرا در سال ۱۹۶۰ به پاریس نقلِ مکان کرد و به مدت چهار سال در این شهر زندگی کرد. در پاریس، او ضمنِ انتشارِ اشعار و متون انتقادی ادبی در چندین روزنامه، به همکاری با یک مجلهٔ فرانسوی و چند ناشر دیگر پرداخت و آثار آنتونن آرتو، آنری میشو، امه سزر و ایو بون‌فوآ را نیز به اسپانیولی ترجمه کرد. در همان هنگام، به تحصیل در رشته‌های تاریخ ادیان و زبان فرانسوی در دانشگاه سوربن پرداخت و در اینجا بود که باب آشنایی و دوستی با «خولیو کورتاسار»، «رُسا چاسل» و «اکتاویو پاز» باز شد و این آخری، مقدمه‌ای بر چهارمین کتاب شعر او نوشت.
وی در سال ۱۹۶۹ میلادی، با دریافتِ کمک‌هزینه گوگنهایم به نیویورک رفت و در سال ۱۹۷۱ نیز از کمک‌هزینهٔ برنامه فولبرایت بهره‌مند شد.
آلخاندرا پیسارنیک از افسردگی رنج می‌برد و دو مرتبه تلاشِ ناموفق برای خودکشی داشت و به همین سبب، تحتِ پیگیری و درمان بود. او در تاریخ ۲۵ سپتامبر ۱۹۷۲ میلادی، در حالی که ۳۶ سال داشت و تنها دو هفته بود که از یک بیمارستان روانپزشکی مرخص شده بود، با خوردن ۵۰ عدد قرص «سِکوباربیتال سدیم» خودکشی کرد. جسدش در «آرامگاه تابلادا» در بوئنوس آیرس به‌خاک سپرده شده است.